# Вильнер, Альфред
А́льфред Мари́я Ви́льнер (нем. Alfred Maria Willner, 1859—1929) — австрийский либреттист, композитор и музыковед. Автор многочисленных либретто для опер, оперетт им балетов, в том числе для Иоганна Штрауса, Лео Фалля и Франца Легара. Наибольшую известность получила его (совместно с Робертом Боданцки и Лео Штейном, 1909 год) оперетта «Граф Люксембург» с музыкой Легара.

## Биография
Вильнер родился в 1859 году в Вене. Получил музыкальное и юридическое образование (последнее — в Венском университете). Вначале сочинял музыку, затем переключился на сочинение либретто для спектаклей Венской государственной оперы. Одно из либретто Вильнера стало основой неудачной оперетты Иоганна Штрауса «Богиня Разума» (Die Göttin der Vernunft, 1897); позднее переработанный вариант той же пьесы превратился в оперетту Франца Легара «Граф Люксембург» (1909). Известность молодой либреттист получил после постановки оперетты Лео Фалля «Принцесса долларов» (1907, текст совместно с Фрицем Грюнбаумом). Далее Вильнер много работал с Францем Легаром, Лео Фаллем, Эдмундом Эйслером и другими венскими композиторами, написал также либретто оперы Джакомо Пуччини «Ласточка» (1917).

## Творчество

### Оперы
- Das Heimchen am Herd, Карл Гольдмарк, 1896
- Die Schneeflocke, Heinrich Berté, 1896
- Ein Wintermärchen, Гольдмарк, 1908
- Der Eisenhammer, B. Bersa, 1911
- Der Schuster von Delft (совместно с Wilhelm), Bersa, 1914
- «Ласточка» (La rondine), Джакомо Пуччини, 1917

### Оперетты и зингшпили
- Der Schmetterling (совместно с Бернхардом Бухбиндером), Charles Weinberge, 1896
- Die Göttin der Vernunft (совместно с Бухбиндером), Иоганн Штраус, 1897
- Fräulein Hexe (совместно с Бухбиндером), Josef Bayer, 1898
- Die Debutantin (совместно с Вальдбергом), Альфред Замара, 1901
- Das Baby (совместно с Вальдбергом), Рихард Хойбергер, 1902
- Die Millionenbraut (совместно с E. Limé), Berté, 1904
- Der schöne Gardist (совместно с А. Ландесбергом), Berté, 1907
- Der kleine Chevalier, Berté, 1907
- Принцесса долларов (Die Dollarprinzessin, совместно с Фрицем Грюнбаумом), Лео Фалль, 1907
- Baron Trenck (komische Operette,совместно с R.Боданцки), Felix Albini, 1908
- Ein Mädchen für Alles (совместно с Waldberg), Генрих Рейнгардт, 1908
- Die Paradiesvögel (совместно с J. Wilhelm), P. Silber, 1908
- Die Glücksnarr (совместно с Landesberg), Berté, 1908
- Die Sprudelfee (совместно с Wilhelm), Генрих Рейнгардт, 1909
- Граф Люксембург (Der Graf von Luxemburg, совместно с Боданцки), Франц Легар, 1909
- Цыганская любовь (Zigeunerliebe, совместно с Боданцки), Легар, 1910
- Schneeglöckchen (совместно с Wilhelm), G. Kerker, 1910
- Das Puppenmädel (совместно с L. Stein), Фалль, 1910
- Die schöne Risette (romantische Operette,совместно с Боданцки), Фалль, 1910
- Die Sirene (совместно с Stein), Фалль, 1911
- Der flotte Bob (совместно с W. Sterk), K. Stigler, 1911
- Die kleine Freundin (совместно с Stein), Straus, 1911
- Ева (Eva [Das Fabriksmädel], совместно с Боданцки), Легар, 1911
- Casimirs Himmelfahrt (совместно с Боданцки), B. Granichstaedten, 1911
- Prinzess Gretl (совместно с Боданцки), Reinhardt, 1913
- Наконец одни (Endlich allein, совместно с Боданцки), Легар, 1914
- Der Märchenprinz (совместно с Sterk), Berté, 1914
- Der Durchgang der Venus (совместно с R. Oesterreicher), Эйслер, Эдмунд, 1914
- Der künstliche Mensch (совместно с Oesterreicher), Фалль, 1915
- Die erste Frau (совместно с Oesterreicher), Reinhardt, 1915
- Wenn zwei sich lieben (совместно с Боданцки), Эйслер, 1915
- Das Dreimäderlhaus (зингшпиль, совместно с H. Reichert, after R. H. Bartsch: Schwammerl), Berté, 1916
- Die Faschingsfee (совместно с Oesterreicher), Kálmán, 1917
- Die schöne Saskia (совместно с Reichert), O. Nedbal, 1917
- Hannerl [Dreimäderlhaus, part 2] (зингшпиль, совместно с Reichert), K. Lafite, 1918
- Там, где жаворонок поёт (Wo die Lerche singt, совместно с Reichert), Легар, 1918
- Johann Nestroy (зингшпиль, совместно с Oesterreicher), E. Reiterer, 1918
- Nimm mich mit (совместно с Waldberg), H. Dostal, 1919
- Der heilige Ambrosius (Schwank,совместно с A. Rebner), Фалль, 1921
- Nixchen (совместно с Oesterreicher), Straus, 1921
- Фраскита (Frasquita, совместно с Reichert), Легар, 1922
- Танец стрекоз (Libellentanz), Легар, 1923
- Agri (совместно с Sterk), E. Steffan, 1924
- Ein Ballroman [Der Kavalier von zehn bis vier] (совместно с Oesterreicher и F. Rotter), Stolz, 1924
- Das Milliardensouper (совместно с H. Kottow), Steffan, 1925
- Der Mitternachtswalzer (совместно с Oesterreicher), Stolz, 1926
- Ade, du liebes Elternhaus [Die Lori] (зингшпиль, совместно с Reichert), O. Jascha, 1928
- Rosen aus Florida (совместно с Reichert), Korngold, after Фалль, 1929
- Walzer aus Wien (зингшпиль, совместно с Reichert и Эрнст Маришка), J. Bittner и Korngold, 1930